# Paradiso (Amsterdam)
Paradiso – klub muzyczny mieszczący się w Amsterdamie w Holandii.

## Historia
Obiekt mieści się w przebudowanym budynku dawnego kościoła, pochodzącego z XIX wieku, który funkcjonował do 1965 roku. Służył jako sala konferencyjna dla liberalnej holenderskiej grupy religijnej Vrije Gemeente. Klub znajduje się przy Weteringschans, graniczącej z główną ulicą miasta Leidseplein, znanej jako jeden z głównych i centralnych punktów odwiedzanych przez turystów. Główna sala koncertowa posiada wysokie sufity, oraz dwa pierścienie wyposażone w balkony z widokiem na scenę. Ponadto obiekt wyposażony jest w kawiarnię, która znajduje się w piwnicy oraz na piętrze.

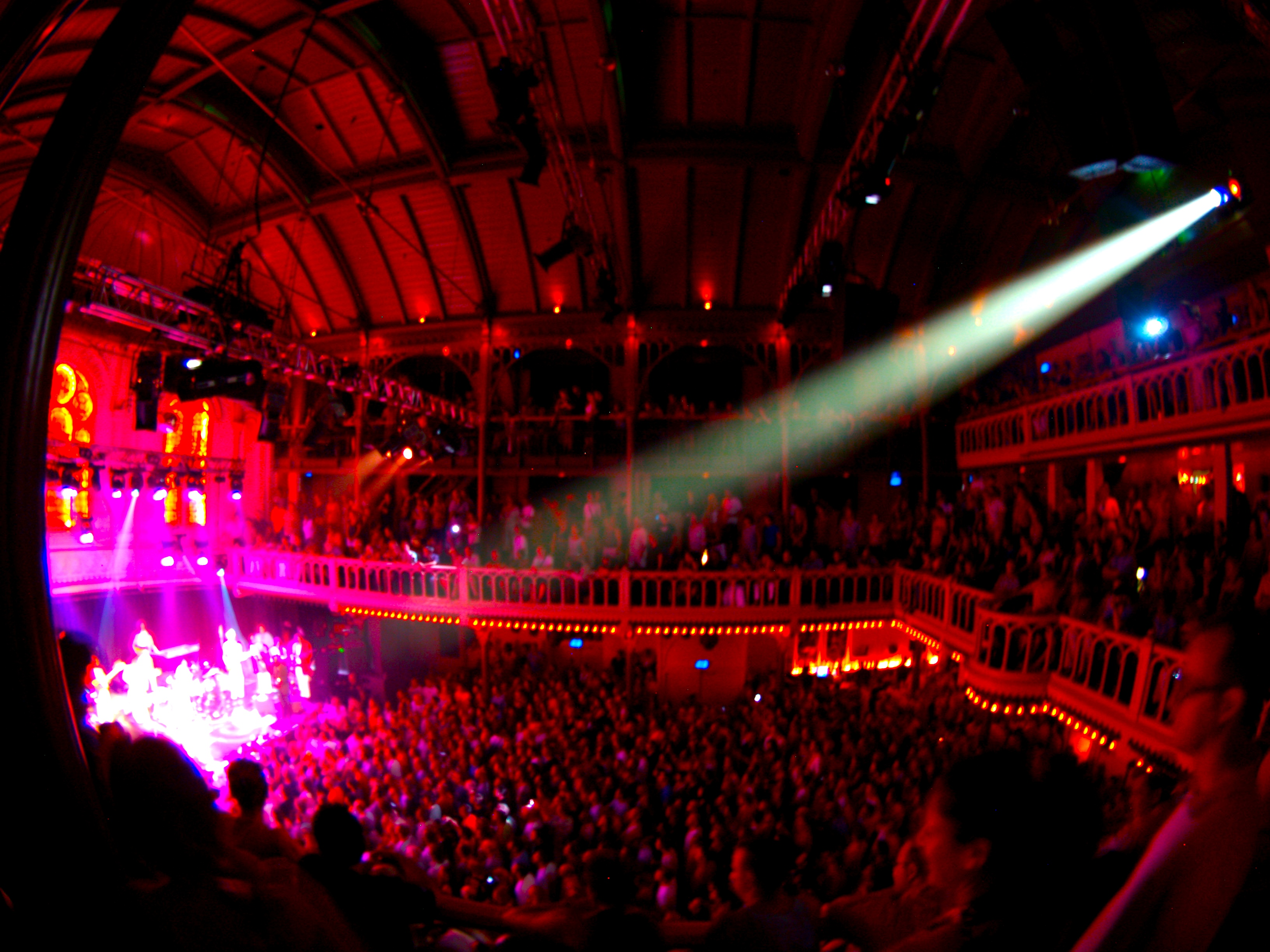
Sala koncertowa w Paradiso

Klub w obecnej formie został otwarty 30 marca 1968 roku, jako centrum rozrywki dla młodzieży. Wraz z pobliskim klubem Melkweg, szybko stał się popularnym miejscem kontrkultury hippisowskiej. Paradiso było jednym z pierwszych miejsc, gdzie legalna była sprzedaż tzw. miękkich narkotyków. W połowie lat 70. w klubie dużą popularnością cieszyły się takie gatunki muzyczne jak punk oraz nowa fala. Od końca lat 80., klub organizuje częste imprezy taneczne.
W ostatnich latach, klub został wyposażony w elektronikę w zakresie programowania, dzięki czemu prócz koncertów, może organizować również wykłady, sztukę itp.
W klubie na przestrzeni lat, swoje koncerty dawali tu między innymi Pink Floyd, Deep Purple, Black Sabbath, Genesis, Thin Lizzy, Blue Öyster Cult, AC/DC, Sex Pistols, Scorpions, UFO, The Clash, Blondie, Van Halen, Ramones, The Police, Dr. Feelgood, U2, Accept, Duran Duran, Depeche Mode, Dead Kennedys, Def Leppard, The Sisters of Mercy, Mercyful Fate, INXS, R.E.M., Marillion, Metallica, Killing Joke, Nick Cave, Slayer, Exodus, Megadeth, Suicidal Tendencies, Death Angel, Guns N’ Roses, Red Hot Chili Peppers, Faith No More, Iggy Pop, Manowar, Lenny Kravitz, Roxette, Soundgarden, The Black Crowes, Bruce Dickinson, Ian Gillan, Primus, Danzig, New Model Army, Sepultura, Nirvana, Ozzy Osbourne, Bad Religion, The Smashing Pumpkins, Ministry, Biohazard, Pantera, Alice in Chains, Tool, The Velvet Underground, Pearl Jam, Robert Plant, Paradise Lost, Björk, Tori Amos, Nine Inch Nails, Beastie Boys, Extreme, Oasis, Machine Head, Soul Asylum, The Rolling Stones, Korn, Jeff Buckley, Radiohead, Foo Fighters, Placebo, Willie Nelson, Sting, Type O Negative, Sheryl Crow, Dio, The Offspring, David Bowie, Aerosmith, Richie Sambora, Black Label Society, Fish, Chris Cornell, Muse, Coldplay, Deftones, Nightwish, Queens of the Stone Age, Kings of Leon, Maroon 5, Steve Vai, Slipknot, Gov’t Mule, Alter Bridge, Justin Timberlake, Disturbed, Evanescence, Amy Winehouse, Joe Satriani, Riverside, Children of Bodom, PJ Harvey, Lady Gaga, Slash, Prince, Robbie Williams, Lana Del Rey, Pain of Salvation, Delain, Beth Hart.